# Laplacepunkt
Als Laplacepunkt wird in der Geodäsie eine besondere Art von Vermessungspunkten bezeichnet, die durch redundante Messung astronomischer Azimute (Laplace-Azimut) richtungsstabilisierend auf ein großräumiges Dreiecksnetz wirken.
Laplacepunkte werden in der klassischen Landesvermessung in Abständen von etwa 100 bis 200 km angeordnet. Sie sind im Regelfall durch tief fundierte Messpfeiler vermarkt, auf denen zusätzlich zur Richtungs- und/oder Entfernungsmessung zu den benachbarten Trigonometrischen Punkten auch ein hochpräsises astronomisches Azimut und die Lotabweichung in beiden Komponenten (ξ, η) beobachtet wird.
Die Lotabweichungskomponente η in Ost-West-Richtung kann dann zweifach bestimmt werden und ergibt eine Bedingungsgleichung für die präzise Ausrichtung der umgebenden Netzpunkte nach astronomisch Nord, die zuerst von Pierre Simon Laplace entdeckt und nach ihm Laplace-Gleichung benannt wurde.
Die Messung des Azimuts zu einem oder zwei der benachbarten Netzpunkte erfolgt mit einem Universalinstrument (großer Theodolit, z. B. DKM3-A) oder einem Passageinstrument, während die Lotabweichung auch mit kleineren Messgeräten wie einem Ni2-Astrolab bestimmt werden kann.
Die stabilisierende Wirkung von Laplacepunkten haben sich im 20. Jahrhundert viele Staaten bei ihren Landesvermessungen zunutze gemacht; auch hat sie sehr ökonomische Anwendungsmöglichkeiten, wenn große Netze zur Verringerung der Rechenzeit in mehrere Knotennetze zerlegt werden müssen. Auch zur Genauigkeitssteigerung von bereits fertiggestellten Rahmen- oder Gitternetzen eignet sich die nachträgliche Messung eines Laplace-Azimuts, wie z. B. im Europanetz der 1950er bis 1970er Jahre (siehe ED50 und ED79) oder im Iran 1978/83 (G.Gerstbach, H.Mayer). In einzelnen Staaten wie Österreich und der Schweiz wurden im Zuge der Geoidbestimmung zwischen 1975 und 1990 zahlreiche „normale“ Lotabweichungspunkte zu Laplacepunkten ergänzt. Dadurch enthält z. B. Österreichs Grundlagennetz auf 84.000 km² fast 150 Laplacepunkte (mittl. Punktabstand <30 km). Dies hat eine sehr gleichmäßige Genauigkeit zur Folge und kommt einer verlässlichen Koordinatentransformation zwischen terrestrisch und mit Satelliten bestimmten Punkten zugute.
Auch in ganz Westeuropa wurde das in den 1950er Jahren berechnete überregionale Vermessungsnetz ED50 bis etwa 1980 um eine größere Anzahl von Laplace-Punkten erweitert und umfasst nun fast 500 davon. Dies entspricht einem mittleren Abstand dieser wichtigen Kontrollpunkte von 70 bis 100 Kilometer.
Im Zuge des Satelliten-Europanetzes und in größeren Netzen außerhalb Europas wurden bis etwa 1990 Laplacepunkte auch mit der Messung hochpräziser Basislinien oder EDM-Dreiecksseiten von 10 bis 40 km Länge kombiniert, womit die Genauigkeit von Grundlagennetzen auf etwa 1:3 Millionen gesteigert werden konnte (0,3 mm pro Kilometer). In letzter Zeit haben sich diese Methoden aber teilweise durch die Genauigkeitssteigerung des GPS-Verfahrens erübrigt.